# 올라뷔르 다리 올라프손
올라뷔르 다리 올라프손(아이슬란드어: Ólafur Darri Ólafsson, 1973년 3월 13일 ~ )은 아이슬란드와 미국의 배우이다. 코네티컷주 아이슬란드인 가정에서 태어났으나 네 살 때 아이슬란드로 이주하여 쭉 그곳에서 자랐다. 영화 《마이 리틀 자이언트》(2016)에서 작은 역할로 출연하였고, 드라마 《에메랄드 시티》(2017)에서 오조 역을 맡았다.

## 출연 작품

### 영화
- 레이캬비크 (2000)
- 킹덤 오브 헤븐 2 (2005)
- 레이캬비크-로테르담 (2008)
- 콘트라밴드 (2012)
- 월터의 상상은 현실이 된다 (2013)
- 툼스톤 (2014)
- 라스트 위치 헌터 (2015)
- 쥬랜더 리턴즈 (2016)
- 마이 리틀 자이언트 (2016)
- 메가로돈 (2018)
- 나를 차버린 스파이 (2018)
- 신비한 동물들과 그린델왈드의 범죄 (2018) - 스켄더 역
- 키퍼스 (2019)
- 머더 미스터리 (2019)
- 엔드 오브 센텐스 (2019, End of Sentence)
- 드래곤 길들이기 3 (2019) - 라그나르 더 락 역 (애니메이션)
- 유로비전 송 콘테스트: 파이어 사가 스토리 (2020)

### 텔레비전
- 에메랄드 시티 (2017) - 오조 역